# Călușari

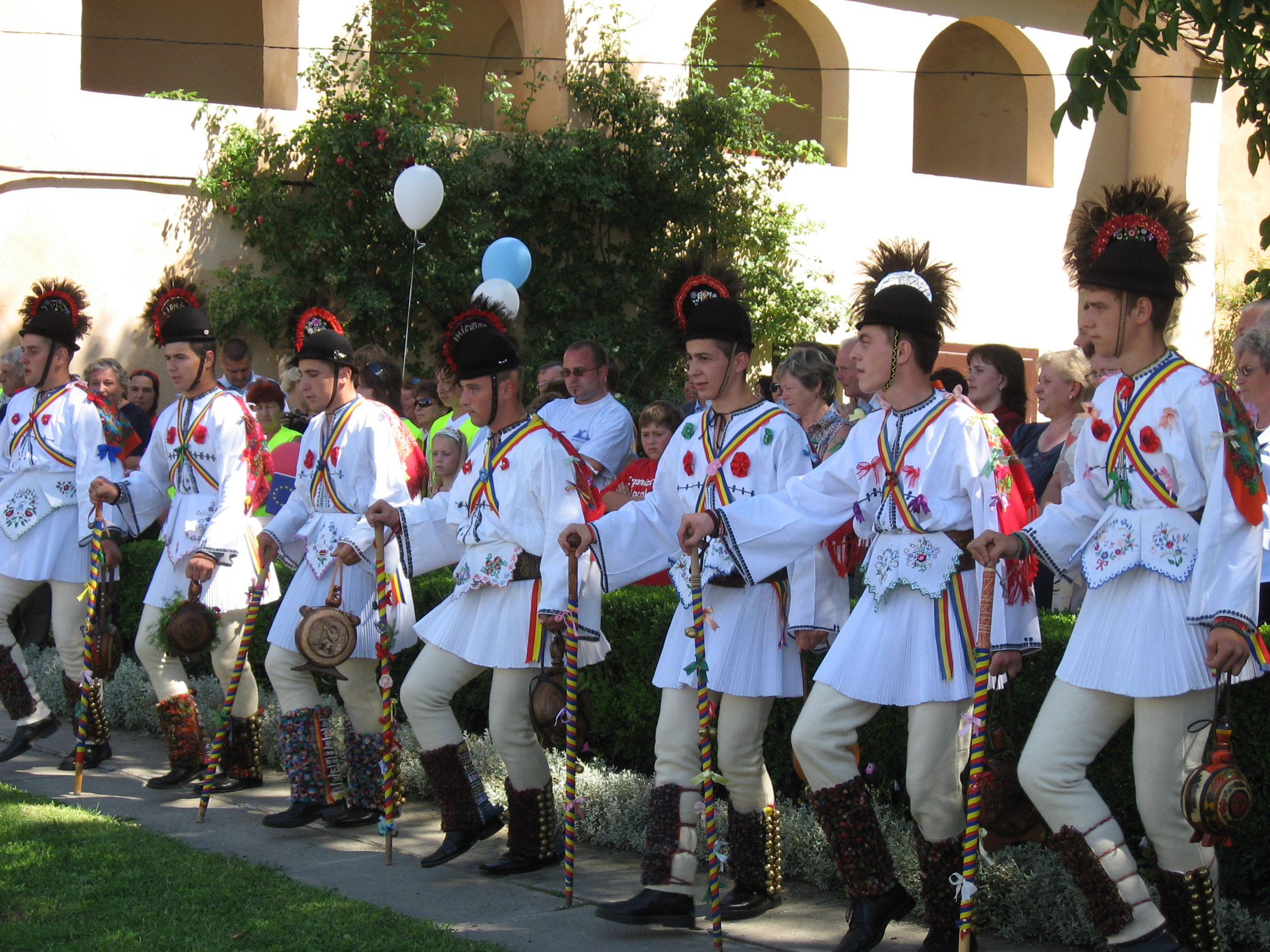
Ballarins vestits a l'estil călușari

Els Călușari (pronunciat en romanès com: [kəluˈʃarʲ]; búlgar: калушари, русалии) eren els membres d'una societat secreta fraterna romanesa que practicaven un ball acrobàtic ritual conegut com el căluș. Segons l'historiador romanès Mircea Eliade, els Călușari eren coneguts per "la seva capacitat de crear la impressió de volar pels aires" que creia que representava tant el galop d'un cavall com el ball de les fades (zîne). De fet, la patrona del grup era la "Reina de les Fades" (Doamna Zînelor), que també era coneguda com Irodiada i Arada, i que Eliade relacionava amb la figura folklòrica Diana.
A través de la seva connexió amb les fades, es creia que els Călușari podien curar les víctimes de fades i durant unes dues setmanes -des de tres setmanes després de Pasqua fins a Pentecosta- viatjarien a totes les comunitats locals on ballarien, acompanyades d'un pocs violins, per fer-ho.
En el seu ball, els Călușari portaven bastons i una espasa, a més d'una bandera i un cap de cavall de fusta. Van jurar la bandera del grup per tractar-se mútuament com a germans, respectar els costums dels Călușari i romandre casts durant els nou dies següents. Quan van tornar a casa, la seva bandera va quedar fixada a terra, amb un membre que la va pujar i va cridar "guerra, estimats, guerra!".
Eliade va assenyalar que "tot i que el jurament realitzat es fa en nom de Déu, l'escenari mitico-ritual promulgat pels calusari no té res en comú amb el cristianisme" i que, almenys al segle xix, hi havia una oposició clerical al grup, amb els seus membres exclosos de la comunió durant tres anys en algunes regions.

## Etimologia
L'historiador romanès de religió Mircea Eliade creia que el terme Călușari es va originar amb la paraula romanesa per a cavall, cal, del llatí caballus.
La derivació generalment acceptada de Căluș prové de l'antiga llatina doble forma "collusium, collusii", que significa "un grup de dansa" i "una societat secreta", no obstant això s'han proposat altres derivacions. La paraula romanesa căluș també significa "un petit tros de fusta col·locat a la boca per evitar parlar", i la derivació d'aquesta paraula té un cert suport de la presència de la figura muda en alguns grups, i del silenci ritual que solia observar tot el grup. Altres veuen căluș com un diminutiu de cal "cavall", al seu torn derivat del llatí caballus, i assenyalen les associacions mítiques del cavall amb la fertilitat i la guerra, així com la imitació dels cavalls que es troben en certes danses de Căluș, tot i que aquestes danses no actualment tenen un paper principal en el ritual. Una altra teoria és que deriva de "Coli-Salii", els sacerdots romans dedicats al culte a Mart.

## Descripció

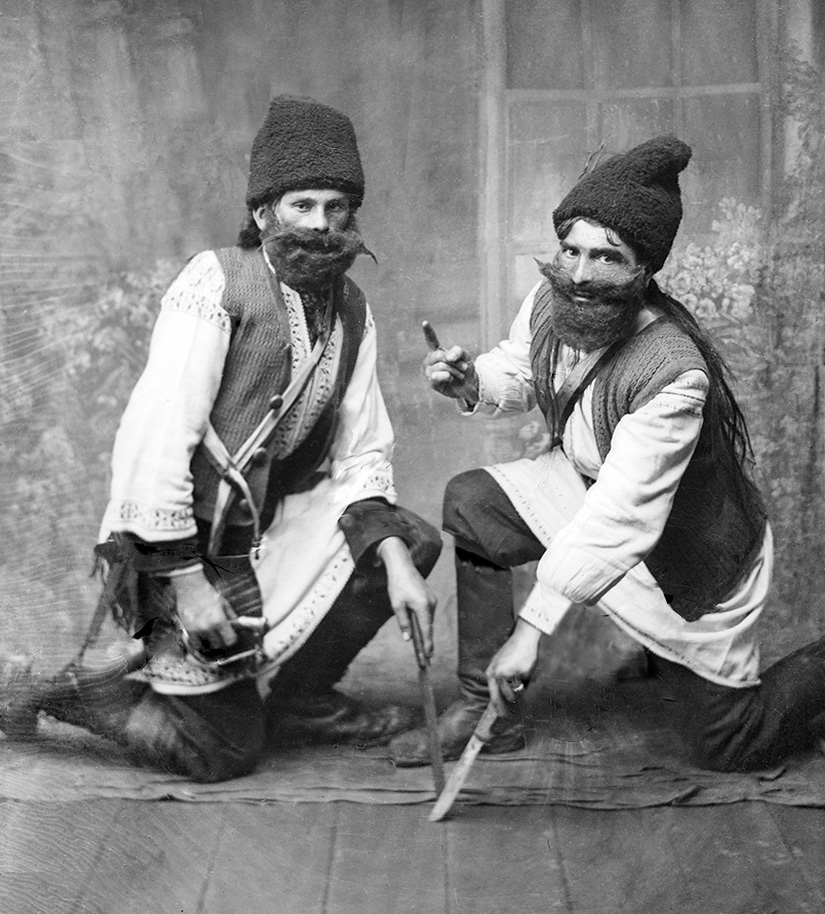
Dos călușari, foto de Costică Acsinte, c. 1930–1940

Tradicionalment, el grup Călușari és una societat secreta, només masculina, associada a un ritu primaveral, possiblement un romanent de les societats guerreres tribals. El líder del grup (normalment un home gran) recluta una sèrie d'acòlits, sempre adults solters i joves triats per destresa física. Els membres del grup fan un jurament de secret, amb la qual cosa participen en un ritu d'iniciació i ensenyen les formes del ball. Els grups de Călușari recorren el país a la primavera, visitant pobles per torns i participant en els balls de cap de setmana - hora.
El căluș és un ball de grups masculins, tot i que hi ha registres de tradicions de la regió d'Oltènia que incloïen 1-2 dones joves, ara obsoletes. El grup de cada poble per on passessin escolliria una "núvia", en funció de les seves habilitats de ball. La "núvia" estaria obligada a unir-se al ball ritual durant tres anys seguits.
Els ballarins porten pantalons blancs i túniques blanques, amb cintes de colors vius que surten del barret. Les campanes s'enganxen als turmells i les danses inclouen l'ús de bastons ornamentats que es mantenen en posició vertical mentre ballen o assenyalen el terra com a puntal. El ball en si és altament acrobàtic, emfatitzant l'extensió i els salts d'alçada, de la mateixa manera que el ball Ceili.
Com moltes danses de Morris, en moltes tradicions els ballarins de Călușari inclouen un ximple, conegut com el "nebun" o "boig".
La dansa inclou els següents elements.
- La figura inicial de caminar (plimbări), o un pas bàsic, en un cercle que es mou en sentit antihorari.
- Figures més complexes (mișcare) realitzades al seu lloc entre passos.
- Les figures es formen a partir de combinacions d'elements, sovint tenen una estructura inicial-mitja-final.

## Danses similars
Altres danses de grups masculins procedents de danses rituals es troben al llarg dels Carpats i a Transsilvània. Les variants dels Carpats com Trilișești i Țânțăroiul de Moldàvia i Bărbătescul i De sărit de Maramureș inclouen només els trets més bàsics mentre que el De bâtă, Haidău i Fecioreasca de Transsilvània són molt propers al Călușari amb l'afegit de desenvolupaments posteriors més complexos.
El ball anglès de Morris també és similar en coreografies, el significat del ball d'espasa ritual i el vestuari. Podria ser simplement una dansa popular europea comuna, d'aquí les seves connexions amb creences populars comuns com les fades.